# Батіжок (притока Сниводи)
Батіжок — річка в Україні у Хмільницькому районі Вінницької області. Ліва притока річки Снивода (басейн Південного Бугу).

## Опис
Довжина річки 6 км, найкоротша відстань між витоком і гирлом — 4,98  км, коефіцієнт звивистості річки — 1,20 . Формується багатьма безіменними струмками та загатами.

## Розташування
Бере початок на південно-східній околиці села Лозна. Тече переважно на північний захід через село і на південно-східній околиці села Воронівці впадає у річку Сниводи, ліву притоку Південного Бугу.

## Цікаві факти
- У XIX столітті у селі Лозна[3] на річці існував 1 водяний млин[4].